# Haliotis mariae
Haliotis mariae är en snäcka i familjen havsöron som förekommer i havet söder om västra Oman.
Exemplaren hittas nära kusten vid ett djup av upp till 15 meter. Havets botten är klippig och individerna gömmer sig i sprickor och grottor. Skalens färg utgör främst för ungdjur ett kamouflage. Haliotis mariae blir könsmogen vid en längd av 60 mm. Födan utgörs ab röd- och brunalger. Under tiden mars till maj saknas algerna. Äggläggningen sker främst i december och januari samt ibland fram till mars.
Dinoflagellater som Cochlodinium polykrikoides orsakar algblomning i regionen. Flera alger blir så giftiga. Ett annat hot är vattenföroreningar. IUCN listar arten som starkt hotad (EN).